# モクレン科
モクレン科（モクレンか、学名: Magnoliaceae）は、モクレン目に属する被子植物の科の1つである。2属230–340種ほどが知られ、コブシ、ホオノキ、オガタマノキ、タイサンボク、ユリノキなどを含む。すべて常緑性または落葉性の木本であり、精油を含み、葉は単葉で互生する。托葉は芽を包み、早く脱落する。花は大きく、ふつう3数性の花被片をもち、多数の雄しべと雌しべがらせん状についている（図1）。果実は集合性の袋果または翼果。アジア東部とアメリカに隔離分布するが、世界各地で観賞用に植栽されている。

## 特徴
常緑性または落葉性の高木から低木（下図2a–c）。節は多葉隙、多葉跡性。道管の隔壁はふつう階段穿孔。植物体はふつう精油をもつ。ふつうアルカロイドを含む。フラボノイドとしてケンペロールやクェルセチンをもつ。アルブチンやエラグ酸を欠く。
葉は互生でふつう螺生し（下図3a）、ときに枝先に集まってつく（ホオノキなど; 下図3b）。葉は単葉、葉柄をもち、葉脈は羽状（下図3）。葉身はふつう全縁だが、ユリノキ属では頂端と左右に切れ込みがあり、特徴的な形態となる（下図3c）。
芽は合着した2枚の托葉からなるキャップ状の芽鱗で覆われる（下図4a, b）。この托葉は早落性であり、しばしば枝を一周する托葉痕を残す（下図4a, c）。
花は大きく、放射相称、枝の先端または葉腋に単生する（下図5a–c）。ふつう両性花、まれに単性花で雌雄異株または雄性両性異株。花被片は離生、6–9(–45)枚、ふつう3枚ずつ2–多輪につき（下図5a–c）、花弁状だがときに最外輪が萼片状（下図5b）。雄しべや雌しべは多数、しばしば伸長した花托（花軸）にらせん状につく（下図5a, c, d）。雄しべは離生、求心的に成熟し、花糸はふつう太く短く、葯隔はふつう突出する。葯は細長く、2半葯からなり、沿着し、内向から側向まれに外向（ユリノキ属）、縦裂する。小胞子形成は同時型。タペート組織は分泌型。花粉は2細胞性、単溝粒。雌しべは離生心皮で多数、ときに数個、有柄または無柄、多少とも花柱が伸長し、柱頭は頂生または花柱に沿って線状、子房上位、縁辺胎座で胚珠は1心皮あたり2-20個、腹縫線上に2列につく。胚珠は倒生胚珠、2珠皮性。胚嚢はタデ型。虫媒花であり、甲虫、ハエ目、ハチ目などによって送粉される。花はふつう匂いを放ち、その成分について比較的詳しく研究されている。
果実はふつう裂開する袋果だが（下図6a–c）ユリノキ属は非裂開性の翼果（下図6e）、1つの花の果実が集まって集合果を形成し、ときに部分的に融合する（下図6）。1個の果実は1–12個の種子を含む。モクレン属では、種子は赤い肉質の種皮で覆われ、果実から出て珠柄でぶら下がる（下図6a, c, d）。一方、ユリノキ属では種皮は果皮に融合している。胚は小さく、内胚乳は脂質またはタンパク質が豊富。胚乳形成は細胞型。基本染色体数は x = 19。

## 分布・生態
東アジアから東南アジアおよび南アジアの一部と、北米東部から南米の一部の温帯域から熱帯域に隔離分布する。東南アジアでは、森林の重要な構成要素となることがある。

## 人間との関わり
ハクモクレンやタムシバなどいくつかの種のつぼみ（花芽）は、乾燥して辛夷（しんい）とよばれる生薬となり、鼻炎や頭痛、熱、咳に対して用いられる（下図7a）。またホオノキやコウボクなどの樹皮も厚朴（）とよばれる生薬となる。ユリノキやホオノキなど木材として利用される種もある（下図7b）。多くの種が観賞用に植栽され、さまざまな園芸品種も作出されている（下図7c）。

## 系統と分類
モクレン科の花は大型でふつうらせん状に配置した多数の雄しべ・雌しべをもち、このような特徴は被子植物における原始的な特徴とされることが多い。このような特徴をもつ化石記録は古く、白亜紀中期のアルカエアンツス（Archaeanthus）などが知られている。ただし、このような特徴は、モクレン科またはモクレン目の一部における派生形質であると考えられることもある。
モクレン科には、230–340種ほどが知られる。このうち2種がユリノキ属（Liriodendron）に分類される。残りの種はモクレン属（Magnolia）、オガタマノキ属（Michelia）、モクレンモドキ属（Manglietia）、Manglietiastrum、Kmeria、Pachylarnax、Dudandiodendron、Elmerilliaなど複数の属に分けられることが多かったが、2022年現在ではふつうモクレン属にまとめられている。この広義のモクレン属は、15節に分類することが提唱されている（下表）。
ユリノキ属とそれ以外の属は葉、葯、果実などの特徴で明らかに異なり、亜科のレベルで分けられることもある（ユリノキ亜科、モクレン亜科）。ただしユリノキ属以外の属を全てモクレン属にまとめた場合は各亜科はそれぞれ1属のみを含むことになるため、このような亜科は不要ともされる。
表1. モクレン科の分類体系の一例
- モクレン科 Magnoliaceae Juss. (1789)
  - ユリノキ属 Liriodendron L. (1753)
落葉性。葉は数カ所浅裂した特異な形をしている。葯は外向。果実は非裂開性の翼果。
ユリノキ、シナユリノキの2種。
  - モクレン属 Magnolia L. (1753)
落葉性または常緑性。葉は全縁。葯は内向から側向。果実は裂開する袋果。以下の15節に分類することが提唱されている。
    - トキワレンゲ節 Magnolia sect. Gwillimia DC (1817)
トキワレンゲ（Magnolia coco）、Magnolia delavayi など約28種。東南アジアに分布。
    - Magnolia sect. Splendentes Dandy ex J.A.Vázquez (1994)
Magnolia splendens、Magnolia chimantensis など約27種。西インド諸島から南米に分布。
    - ネッタイモクレン節 Magnolia sect. Talauma (Juss.) Baill. (1866)
Magnolia mexicana、Magnolia ovata など約96種。メキシコ、西インド諸島から南米に分布。
    - Magnolia sect. Tuliparia Spach (1839)
Magnolia fraseri のみ。北米東南部に分布。
    - Magnolia sect. Macrophylla Figlar & Noot. (2004)
Magnolia macrophylla など6–8種。北米東南部からメキシコに分布。
    - ヒメタイサンボク節 Magnolia sect. Magnolia
タイサンボク、ヒメタイサンボクなど約27種。北米東南部から中米に分布。
    - モクレンモドキ節 Magnolia sect. Manglietia (Blume) Baill. (1868)
モクレンモドキ（Manglietia insignis）、Magnolia decidua など約41種。東南アジアに分布。
    - オオヤマレンゲ節 Magnolia sect. Oyama Nakai (1933)
オオヤマレンゲ、Magnolia wilsonii など約5種。東アジアに分布。
    - ホオノキ節 Magnolia sect. Rytidospermum Spach (1839)
ホオノキ、コウボクなど約5種。北米東部と東アジアに分布。
    - Magnolia sect. Kmeria (Pierre) Figlar & Noot. (2004)
Magnolia kwangsiensis など約3種。中国からインドシナ半島に分布。
    - Magnolia sect. Gynopodium Dandy (1948)
Magnolia nitida など約8種。東南アジアに分布。
    - Magnolia sect. Tulipastrum (Spach) Dandy (1950)
キモクレン（Magnolia acuminata）のみ。北米東部に分布。
    - ハクモクレン節 Magnolia sect. Yulania (Spach) Dandy (1950)
モクレン（シモクレン）、ハクモクレン、タムシバ、コブシ、シデコブシなど約16種。東アジアに分布。
    - Magnolia sect. Maingola Dandy (1948)
Magnolia elegans、Magnolia cathcartii など約12種。東南アジアに分布。
    - オガタマノキ節 Magnolia sect. Michelia (L.) Baill. (1868)
オガタマノキ、カラタネオガタマ、キンコウボク（Magnolia champaca）、ミヤマガンショウ（Magnolia maudiae）など約61種。東アジアから東南アジアに分布。